# جوانا لی
جوانا لی (انگلیسی: Joanna Lee; ۷ آوریل ۱۹۳۱ – ۲۴ اکتبر ۲۰۰۳) کارگردان تلویزیونی، فیلم‌نامه‌نویس و بازیگر اهل ایالات متحده آمریکا بود.
از فیلم‌ها یا برنامه‌های تلویزیونی که وی در آن نقش داشته‌است می‌توان به طرح شماره ۹ بیرون از فضا اشاره کرد.
وی همچنین برندهٔ جوایزی همچون جوایز امی ساعات پربیننده شده‌است.